# دودمان ژونگ
دودمان ژونگ یک دودمان امپراتوری کوتاه مدت در چین است که به مدت تقریباً ۳ سال در جنوب چین و همزمان با امپراتوری هان شرقی توسط یوان شو (امپراتور ژونگشی) از جنگسالاران واپسین دوران امپراتوری هان تأسیس شد. علت عمر کوتاه این دودمان خیانت جنگسالار در جنوب این دولت یعنی سون تسه بوده که موجب این امر فرماندران دودمان هان شرقی به این دولت حمله‌ور شده و موجب سقوط زود هنگام دودمان ژونگ شدند.